# فرانکو بوتاری
فرانکو بوتاری (ایتالیایی: Franco Bottari؛ زادهٔ ۱۹۲۵ – ۴ ژانویهٔ ۱۹۸۸) کارگردان فیلم، فیلم‌نامه‌نویس و طراح صحنه اهل ایتالیا بود.
از فیلم‌هایی که وی در آن‌ها نقش داشته‌است، می‌توان به تعقیب مرگبار و میل یک زن اشاره نمود.